# Gitarzysta (Hiszpański śpiewak)
Gitarzysta albo Hiszpański śpiewak (fr. Le Guiterrero, Le Chanteur espagnol) – obraz olejny Édouarda Maneta z 1860. Jest to również tytuł grawiury o analogicznej tematyce, wykonanej przez tego samego artystę.
Gitarzysta był pierwszym obrazem Maneta, który pozwolił artyście zyskać ogólnokrajową sławę – został zaakceptowany na Salonie w Paryżu w 1861. Dzieło przedstawia ubranego w niedbały strój i hiszpański kapelusz młodego mężczyznę, śpiewającego i akompaniującego sobie na gitarze. Młodzieniec został przedstawiony w pozycji siedzącej, na niebieskiej drewnianej ławce, w dynamicznej pozycji. W okolicy jego lewej stopy autor namalował dwie cebule i czerwony dzbanek. Gitarzysta znajduje się w bliżej nieokreślonym miejscu, pod brązową ścianą, światło pada na niego z nieokreślonego źródła, niewidocznego dla widza.
Dzieło zostało w 1872 sprzedane przez malarza Durandowi-Ruelowi za 3 tys. franków. W 1906 zostało odsprzedane Williamowi Churchowi Osbornowi za sumę pięćdziesięciokrotnie wyższą. Church Osborn przekazał obraz dla Metropolitan Museum of Art.